# Dortmunder (bier)
Dortmunder is een bier van lage gisting. Het Dortmunder bier is goudgeel gekleurd, is moutig en gehopt, maar niet zo sterk gehopt als pils. Het water uit Dortmund bevat een hoog gehalte sulfaationen en in de smaak van het bier is dat te herkennen.
De basis voor dit bier werd in 1843 gelegd door Heinrich Wenker en zijn vader in de Krone am Markt in Dortmund.
Tot die tijd werd in Dortmund een bovengistend bier gebrouwen dat veel op altbier leek. Heinrich Wenker had tijdens zijn opleiding als brouwer in München en Wenen de Beierse brouwmethode met ondergisting leren kennen, en paste die methode als eerste in Dortmund toe. De verdere ontwikkeling van dit bier leidde rond 1870 tot het bier dat we nu als Dortmunder kennen. Plaatselijk staat het bier bekend als Export, omdat het bier oorspronkelijk sterker werd gebrouwen om het over een langere afstand te kunnen vervoeren.
De uitvinding van industrieel koelen, de opkomst van de massaproductie aan het eind van de 19e eeuw en de verhoogde vraag naar bier leidden tot het ontstaan van grote brouwerijen. Dortmund werd in die tijd een van de grootste bierproducenten in Europa met brouwerijen zoals de Dortmunder Actien-Brauerei, de Dortmunder Union-Brauerei en de Privatbrauerei Dortmunder Kronen.
Dortmunder was lange tijd het bier van de arbeiders uit het Ruhrgebied. Rond 1970 verloor het Dortmunder bier populariteit aan Pilsener bier. In 2008 bestond ongeveer 10% van het in Duitsland geconsumeerde bier uit Dortmunder.